# Bobbio
Pour les articles homonymes, voir Bobbio (homonymie).
Bobbio est une commune italienne d'environ 3 800 habitants, située dans la province de Plaisance, dans la région Émilie-Romagne, dans le Nord-Ouest de l'Italie. Dominé par le sanctuaire de Notre-Dame de Penice, situé au sommet du mont Penice, le centre historique de Bobbio a gardé intactes les caractéristiques du village médiéval. 

## Géographie
Ancienne ville médiévale, Bobbio est située au cœur du Val Trebbia, vallée décrite par Ernest Hemingway comme la plus belle du monde, au sud-ouest de la ville de Piacenza. Elle est nichée au pied du mont Penice (1 460 m), sur la rive gauche de la rivière Trebbia. C'est le centre administratif de la Unione Montana Valli Trebbia e Luretta.
C'est un lieu de passage et une zone de frontière entre différentes cultures : la région placentine, la Ligurie, le Piémont et la Lombardie (la région pavesanne). Destination touristique recherchée, Bobbio est connue pour son riche passé d'art et de culture et ses monuments depuis l'Antiquité.
Le territoire communal fait confins avec la commune de Corte Brugnatella, à l’Ouest avec la province de Pavie en Lombardie, au Nord avec la commune de Pecorara, Piozzano et Travo, à l’Est avec la commune de Coli.
Le paysage présente une alternance de champs cultivés et de forêts. 
La zone est entourée des sommets du Groppo di Pradegna (960 m), des Tre Abati (1072 m), du Bricco di Carana  (805 m) et de la Costa Ferrata (1 036 m), avec au sud la forêt de la commune et le Monte Gazzolo (498 m). Vers le Nord se trouvent les cimes de la Pietra Parcellara et de la Pietra Marcia.
Le territoire comprend la conca di Bobbio (cuvette de Bibbio), partie du val Trebbia, qui s’élargit vers le Nord, pour se rétrécir de nouveau vers le Sud, en correspondance du Bricco di Carana; en ce point le fleuve Trebbia devient sinueux.
Le val Trebbia fait confins avec la vallée du Carlone, avec la cascade thermale San Cristoforo del Carlone, et les torrents Bobbio et Dorba. La vallée du Bobbio se termine au col Scaparina. 
Près du mont Penice se trouvent le col Penice, le col du Brallo et le col de la Caldarola.

### Climat
La zone climatique correspond au micro-climat ligure-apennin tempéré.

## Histoire
Le nom de la cité vient du saltus Boielis (mont Penice), toponyme d’origine celtique-ligure. Le premier centre remonte à la période de la romanisation du IVe siècle (sous la municipalité romaine de Velleia).
L'histoire de Bobbio commence au haut Moyen Âge avec la construction de l'abbaye de Saint Colomban en 614. Le premier centre monastique s'étendait sur 4 milles (environ 6 km) autour du monastère et comptait sur la moitié de la production des salines, alors que l’autre moitié revenait au duc lombard.
Avec la chute du Royaume lombard, œuvre des Francs de Charlemagne (774), le monastère reçu d’autres avantages du nouveau souverain. En 834, Wala, cousin et conseiller de Charlemagne, fut nommé abbé.
Pendant cette période, la cité devint le centre du fief monastique de Bobbio étendu sur la zone du val Trebbia, de l’Oltrepò Pavese, de la vallée du Curone, du val Staffora, du val Tidone, du val d'Aveto jusqu’à la Ligurie et Toscane.  Elle comptait aussi des possessions dans le Montferrat, dans les Langhe jusqu’à Turin ainsi que de nombreux petits terrains et fiefs  disséminés en Italie septentrionale allant de la côte Ligure au Piémont, au lac de Côme, au lac de Garde, les zones du Tessin et du Pô, jusqu’à la mer Adriatique.  Elle comptait sur une flottille d’embarcations qui reliait Pavie avec la Suisse.  Elle rejoignait par le Pô, les possessions sur Mincio, de Mantoue, Comacchio, Ferrare, Ravenne, Venise et Ascoli Piceno, ainsi que la mer avec les ports de Moneglia et Porto Venere.
En 1014, grâce à l’intérêt de l’empereur Henri II, Bobbio devient siège de l’évêché et obtient le titre de "cité". Elle doit désormais être considérée comme une ville, dotée qu'elle est d'un siège épiscopal.

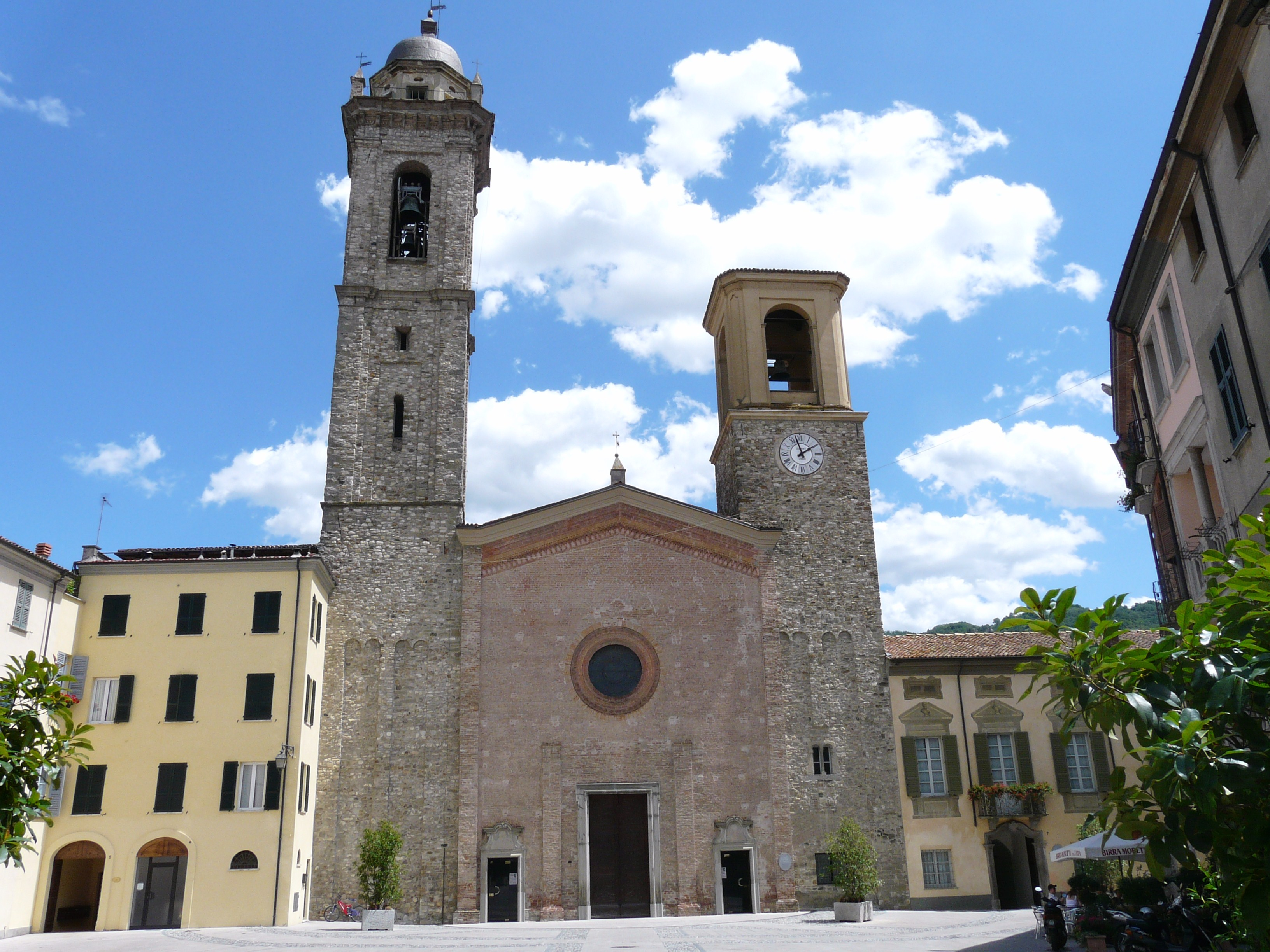
Le Duomo de Bobbio.

La première commune fut formée au XIIe siècle et, en 1176, elle participa avec son armée à la bataille de Legnano. En 1304, est instituée à Bobbio la seigneurie de Corradino Malaspina, qui fait construire le château sur l’ancien monastère. Vers la fin du XIIe siècle, la cité est entourée de murailles (encore visibles en certains points), avec cinq portes : "Cebulle", "Frangule", "Alcarina", "Agazza", "Nova". 
En 1341, Bobbio passe aux Visconti et en 1436 elle est confiée en fief aux Dal Verme avec Voghera et d'autres fiefs Pecorara, Pianello Val Tidone, Castel San Giovanni, et la Valsassina, jusqu’en 1805. 
En 1516, Bobbio devient marquisat sous les Dal Verme et comprend les comtés de Voghera, Tortone et la seigneurie de Malaspina.
En 1743, Bobbio devient Province de Bobbio, jusqu’en 1861 et passa à la Maison de Savoie. En 1770, le marquisat est aboli.
En 1797, avec l’abolition des fiefs impériaux par Napoléon Bonaparte et la réorganisation des territoires, Bobbio devient Circonscription (les provinces étaient abolies).
En 1801, la cité est annexée par la France.
En 1815, à la chute du Premier Empire, la cité retourna aux Savoie et devient chef-lieu de la Provincia di Bobbio, comprise dans la division de Gênes (du royaume de Sardaigne).
Avec l’application du Decreto Rattazzi de 1859, la province est substituée à la circonscription de Bobbio, sans modification territoriale, mais dans le domaine de la Province de Pavie. En 1923, la circonscription fut supprimée et la cité adjointe à la Province de Plaisance.
En 1927, le hameau de Mezzano Scotti passe de la commune de Travo à celle de Bobbio.
Durant la Seconde Guerre mondiale, la cité est libérée par la Résistance locale en été 1944. Du 7 juillet au 27 août de l'année, quand elle est de nouveau occupée par les troupes fascistes de la RSI ou République de Salò, la cité était sous « administration partisane » et fut un des premiers exemples de « cité libre » du Nord d'Italie.

### Symboles
L'emblème de la cité est constitué d'une croix latine rouge sur fond blanc, symbole des Visconti, et de deux colombes blanches se regardant, une à droite et l'autre à gauche sur la partie haute, symbole de saint Colomban. L'emblème est reproduit sur la tombe du saint dans la crypte de l'abbaye de Bobbio.

## Économie
L'agriculture, qui pendant un temps était la principale ressource pour les habitants du territoire, a pour une part perdu son importance en raison des changements sociaux de ces dix dernières années. Mais reste elle néanmoins une activité fondamentale, ne serait que pour le maintien de l’équilibre hydrologique. Le principal facteur péjoratif est le dépeuplement des campagnes, au profit des cités voisines (Plaisance, Gênes et la zone milanaise). Les principales cultures sont la vigne, le fourrage, les céréales et l’élevage d’animaux domestiques. Aujourd’hui l’activité agricole se réduit souvent à des besoins locaux d’autosuffisance, malgré un regain de vitalité orienté vers la culture biologique et les produits typiquement locaux, intéressant également le tourisme (agritourisme, coopératives agricoles).
Les productions industrielles et artisanales se concentrent dans les secteurs de l’électromécanique, électronique, petite automatisation, charpenterie métallique, édition littéraire, fromagerie, menuiserie – ébénisterie, chimie liée aux produits laitiers.
Le secteur tertiaire, avec les écoles, hôpitaux, laboratoires, agences sanitaires, banques, offices publics, sans oublier le secteur du tourisme. Les activités liées aux spectacles, aux sports d’été et d’hiver.

### Eaux thermales de Bobbio
Les sources étaient déjà connues des Romains pour la production du sel et les cures thérapeutiques.
- Piancasale : eau salse-bromo-iodée.
- Canneto : eau sulfurée-salse.
- San Martino : eau salse-iodée-sulfureuse.
- Fonte Rio Foglino : source d’eau thermale.
- Fontana Ragazzi : eau ferrugineuse.
- Fonte della Cascata del Carlone : eau salso-bromo-iodée sulfureuse riche en magnésium.

## Infrastructures et transports
Bobbio est situé sur la route SS45 du Val Trebbia, qui relie Plaisance à Gênes; rejointe par l’ex-SS461 du col du Penice qui relie à Voghera.

## Culture
D'après une historienne de l’art, Carla Glori, chercheuse à l'université de Savone, Léonard de Vinci se serait inspiré de ce bourg pour sa peinture du paysage encadrant la Joconde,.

## Monuments et patrimoine

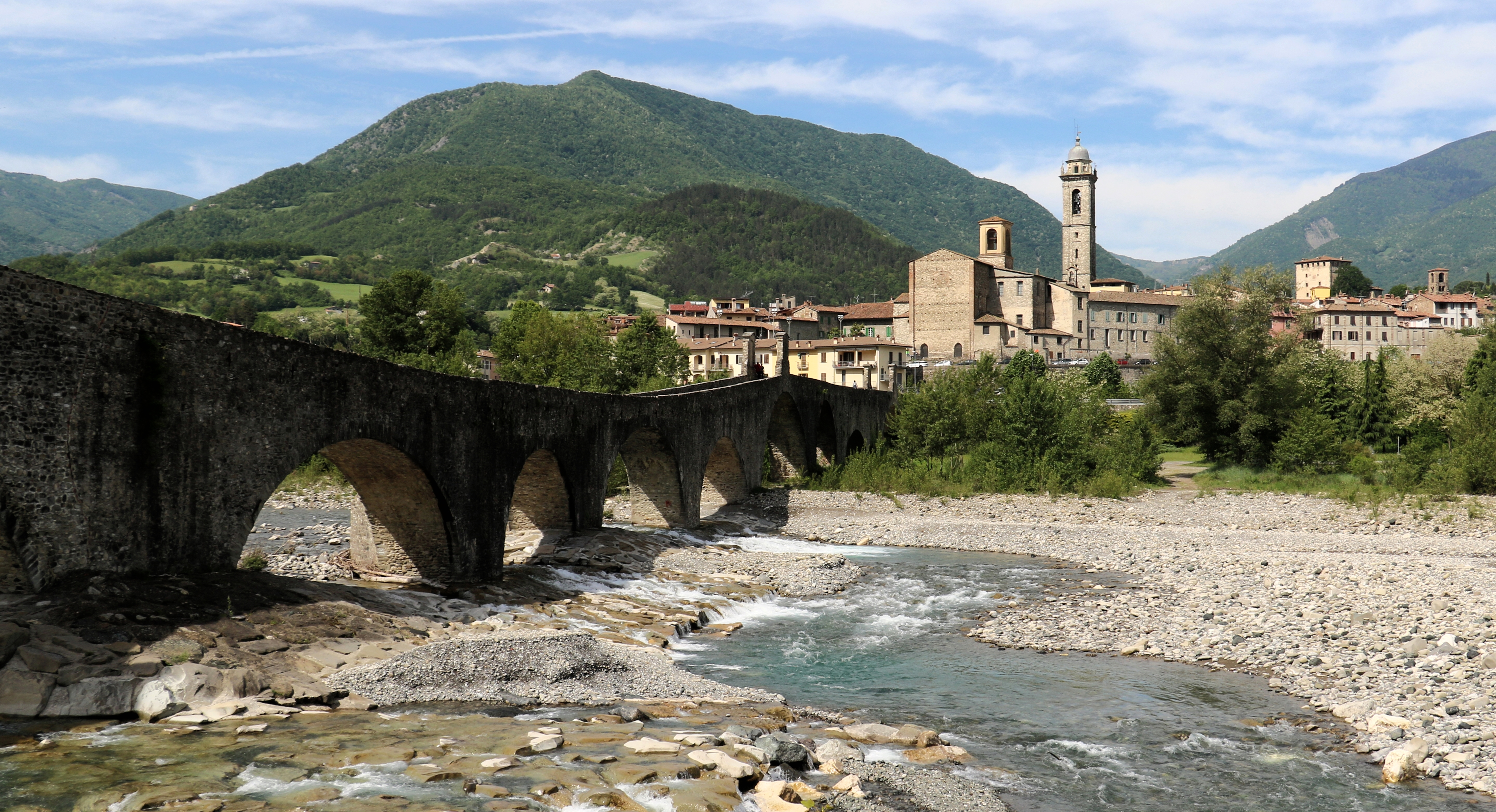
Le pont Gobbo sur la rivière Trebbia.

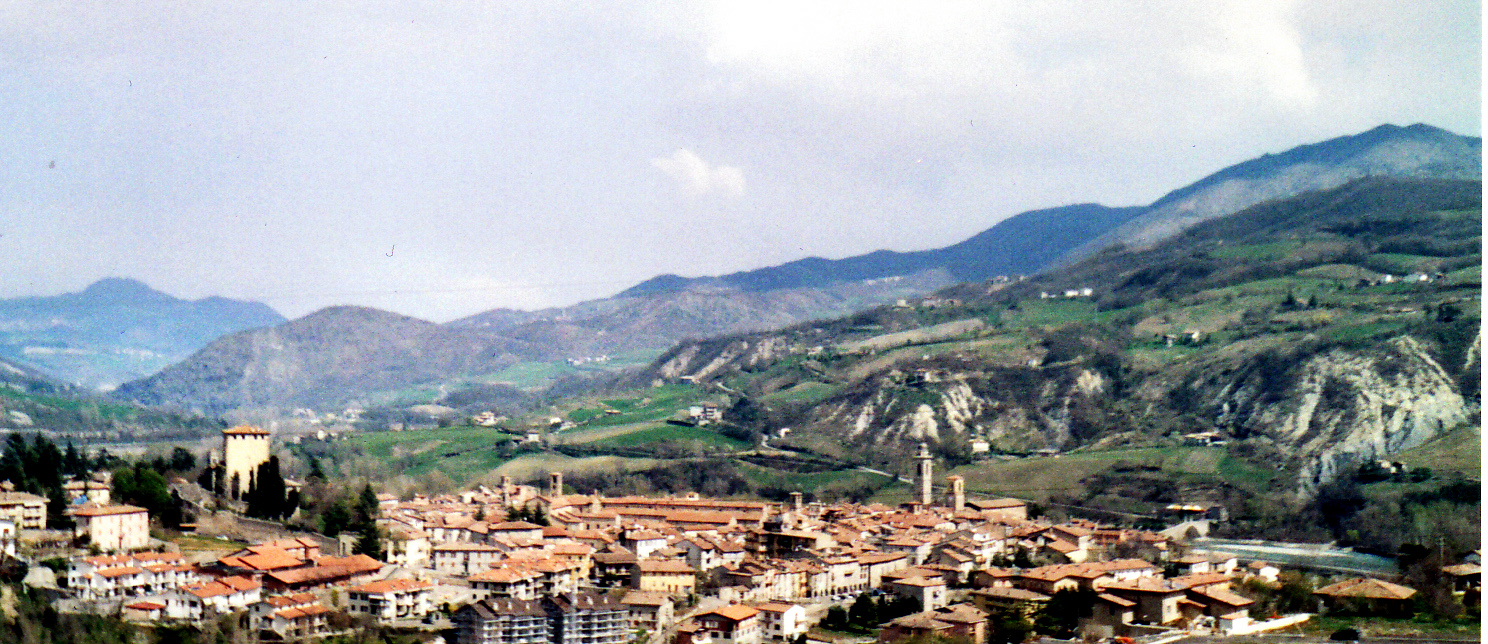
Panorama du centre historique de Bobbio, du château au pont Gobbo.

- (1) Abbaye de Bobbio (basilique place S. Colombano, monastère et musée, arcades et jardins place S. Fara) IX s.)
- Antique prison (structure monastique IXe siècle)
- Église de la Madonna delle Grazie (ex-hôpital-pharmacie monastique du IXe siècle, aujourd’hui cinéma)
- (2) Château Malaspina-Dal Verme (XIV s.)
- Parc du château
- quartier haut-médiéval Castellaro (IX s.)
- (3) Dôme de Bobbio (cathédrale de S. M. Assunta, palais Vescovile, antique séminaire et archives historiques) (XI s.)
- Place du Dôme, anciens portiques
- Palais Brugnatelli (XIII s.)
- (4) Église de San Lorenzo (XII s.)
- Couvent de San Nicola (XVII s.)
- (5) Palais Alcarini et de la reine lombarde Teodolinda (XIV s.)
- Place San Francesco (fontaine, jardins, monument aux morts)
- (6) Monastère et église San Francesco (XIII s.)
- (7) Sanctuaire de la Madonna dell'Aiuto (XV s.)
- Viel Hôpital (XVIIe siècle)
- (8a) Monastère de Santa Chiara (Clarisse) (XV s.)
- (8b) Palais communal (salle auditorium S. Chiara, archives historiques, centre culturel et bibliothèque)
- (9) Palais Olmi (XVII sc.)
- (10) Palais Malaspina (XII s.)
- Place de Porta Fringuella (arcades du XII s.)
- Moulin "contrada" S. Giuseppe (XII s.)
- (11) Palais Tamburelli et hôtel communal (XVIII s.)
- (12) Pont Gobbo (symbole de la cité – époque romaine)
- Le Bourg, les antiques murailles et le moulin Ocelli (XII s.)
- Thermes de Bobbio
- Thermes de rio Foino (300 m. après le pont Gobbo, sources et vasques à accès libre)
- Musée ethnographique val Trebbia (à Cassolo)
- Sanctuaire de Santa Maria au mont Penice (1 460 m. – fête le deuxième dimanche de septembre)
- Sentier médiéval pour le sanctuaire du Mont Penice
- Château du Dego (XIIIe siècle)
- San Salvatore et les méandres sur le Trebbia
- Ceci et le Moulin Erbagrassa
- Mezzano Scotti
- Col Penice et les installations de ski
- Santa Maria
- Vaccarezza et il Palazzo dei Malaspina
- Cascade thermale du Carlone de San Cristoforo
- Vallée du Carlone
- Bois de la Commune
- Antique village du Groppo (fouilles néolithiques et ligures)
- Rocher Parcellara
- Mont Pradegna
- Fontaine des Ramari de Bobbio
- "Via degli Abati" (Via Roméa et dérivations de la Via Francigena)
- "Via Piancasale-Terme" de Bobbio, routes panoramiques Bobbio-Mezzano, Bobbio-S. Martino-Carana-Pietranera, Bobbio-Dezza-Brallo (excursions à pieds, bicyclette et cheval)

## Culture/Événement commémoratif

### Cinéma
Le réalisateur Marco Bellocchio, dont la famille est originaire de Bobbio, a tourné dans la cité et les environs son premier film à succès, Les Poings dans les poches. Plusieurs habitants furent parmi les figurants.
Marco Bellocchio dirige chaque année l’activité culturelle liée au cinéma, particulièrement en dirigeant le laboratoire Farecinema et le Festival cinématographique Bobbio film festival (avec représentation en période estivale).
Bellochio y tourne également Sangue del mio sangue, film sorti en 2015

### Littérature
L’ermitage de Bobbio et sa bibliothèque – parmi les plus riches des premiers siècles du Moyen Âge – est cité dans le roman de Umberto Eco Le Nom de la rose.

### Musique

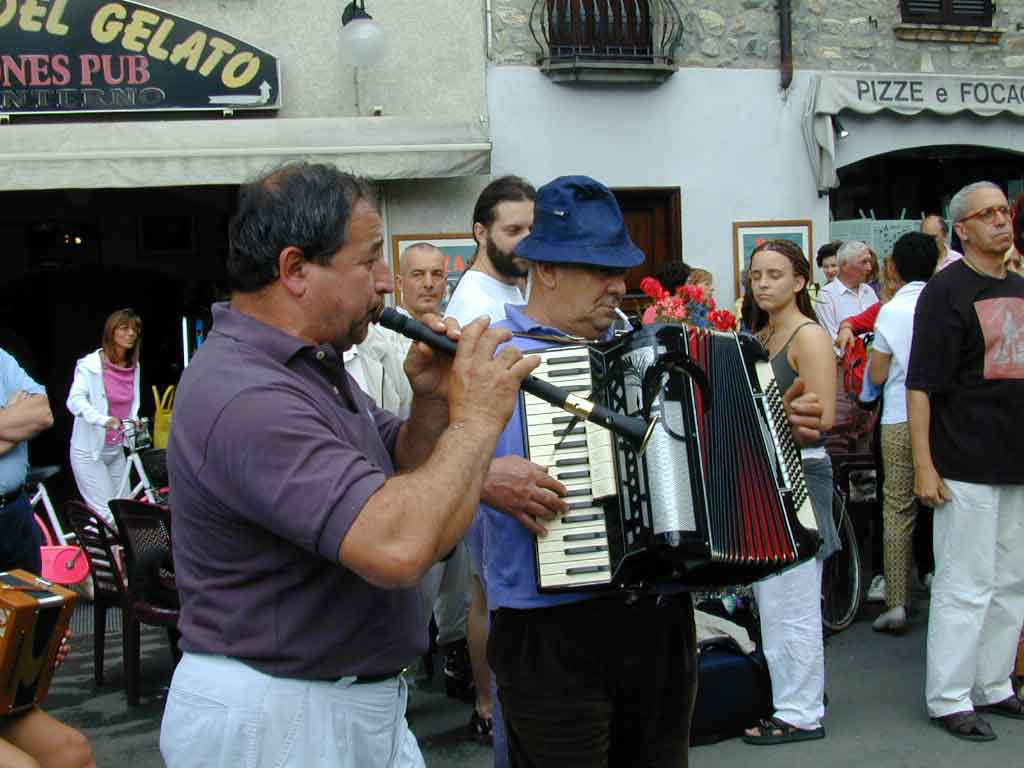
Ettore Losini le joueur de fifre.

Positionné au cœur des quatre provinces, Bobbio peut se vanter d’une tradition musicale très ancienne, liée à l’usage d’un instrument, le fifre, qui accompagné de l’accordéon, porte en lui un vaste répertoire qui raconte les divers moments de la vie de la communauté. Outre pour les danses folkloriques typiquement locales, ces instruments accompagnent les fêtes et bals populaires : valse, polka, mazurka, ainsi que des danses plus archaïques comme l’alessandrina, la monferrina (danse de Montferrat) et gigue à deux.

### Fêtes et manifestations
- Festival cinématographique Farecinema
- Concours national de littérature "Ponte Gobbo - Cité de Bobbio"
- Concours de peinture "Memorial Dino Cella"
- Les fêtes et corso de Carnaval  (février-mars)
- La fête de san Giuseppe et du printemps (en soirée) (19 mars)
- le rallye "Valli Piacentine" (avril-mai)
- The Abbots Way - Ultra Trail (avril-mai)
- La foire de San Giovanni (juin)
- Les soirées gastronomiques-danses (juin à sept)
- L'Appennino Folk Festival (juillet)
- La fête gastronomique-musicale irlandaise Irlanda in musica (juillet)
- La semaine littéraire (juillet)
- Les expositions de peintures du monastère (de juillet à sept)
- le Palio delle Contrade (août)
- La rassegna di musica classica "Bobbio Classica" (août)
- La festa di Ferragosto con fuochi serali (15 août)
- La mostra mercato dell'antiquariato (août)
- La gara podistica nel centro storico "Trofeo dei Terzieri" (fin août)
- La gara d'auto d'epoca "Bobbio-Passo Penice" (septembre)
- La festa dell'uva e mostra del fungo e del tartufo (octobre)
- La festa medievale di san Colombano (novembre)
- La sagra della lumaca e mercatino di Natale (décembre)
- La mostra-concorso "Presepi nelle Contrade" (décembre-gennaio)

## Administration
| Période                                  | Période  | Identité         | Étiquette    | Qualité |
| ---------------------------------------- | -------- | ---------------- | ------------ | ------- |
| 14 juin 2004                             | 2009     | Roberto Pasquali | centre droit |         |
| 7 juin 2009                              | En cours | Marco Rossi      | centre droit |         |
| Les données manquantes sont à compléter. |          |                  |              |         |

### Hameaux
Cassolo, Ceci, Dezza, Mezzano Scotti, Santa Maria San Cristoforo, San Salvatore, Vaccarezza.

### Communes limitrophes
Brallo di Pregola, Coli, Corte Brugnatella, Menconico, Pecorara, Piozzano, Romagnese, Santa Margherita di Staffora, Travo.

### Personnalités liées à Bobbio
- San Colomban de Luxeuil
- Jonas de Bobbio
- Attale de Bobbio
- San Bertulfo
- Giancarlo Cella, footballeur
- Ettore Losini, musicien
- Marco Bellocchio, réalisateur
- marquis Obizzo Malaspina
- Giovanni Annoni, aviateur militare

## Jumelages
- Ybbs an der Donau (Autriche)
- Navan (Irlande)

## Sources/références
- (it) Cet article est partiellement ou en totalité issu de l’article de Wikipédia en italien intitulé « Bobbio » (voir la liste des auteurs).

1. ↑  (it) Popolazione residente e bilancio demografico sur le site de l'ISTAT.
2. ↑  (fr) La Tribune de Genève, article du 12 janvier 2011
3. ↑  (en) The Guardian, article du 9 janvier 2011